# Слэтьоарский монастырь
Слэтьоарский монастырь (рум. Mănăstirea Slătioara) — православный мужской монастырь в юрисдикции Православной старостильной церкви Румынии, расположенный в селе Слэтьоара в жудеце Сучава в Румынии.
Монастырь является духовно-административным центром Православной старостильной церкви Румынии и резиденцией её предстоятеля — митрополита Евлогия (Ники) (c 2024).

## История
В 1939 году освободившийся из заключения иеромонах Гликерий (Тэнасе) вместе с иеродиаконом Давидом (Бидашку), опасаясь новых преследований, удалились на жительство в леса. В 1941 году жители села Слэтьоара установили с ними доверительные отношения. Актом Министерства культов Румынии № 38955 от 3 августа 1945 года старостильная церковь Румынии получила официальную регистрацию как Традиционалистский христианский культ (Cultul Creștin Tradiționalist). Воспользовавшись этой возможностью, иеромонах Гликерий и иеродиакон Давид в 1947 году построили в селе Слэтьоара деревянную церковь в честь Преображения Господня (hramul Schimbarea la Față a Domnului) и учредили при ней монашеское братство.
В ночь с 14 на 15 февраля 1952 года органами государственной безопасности Румынии в монашеской общине были арестованы 11 человек, среди которых был иеромонах Гликерий, Дионисий (Хугяну) (Dionisie Hugeanu), Нифон (Маринаке) (Nifon Marinache), Давид (Бидашку) (David Bidașcu), Мефодий (Маринаке) и Александр (Антониу) (Alexandru Antoni). Их обвинили в саботаже, подстрекательстве крестьян на неуплату государственных налогов и другом.
В связи с постоянными арестами священнослужителей и общим сокращением числа пресвитеров и диаконов, делегация из Слэтьоара направилась в Бухарест для переговоров с епископом Галактионом (Кордуном) о переходе в юрисдикцию Православной старостильной церкви Румынии. 13 апреля 1955 года он перешёл в старостильную церковь и 21 мая 1955 года обосновался в Слэтьоарском монастыре, ставшем его новой резиденцией.
При новом митрополите Гликерии (Тэнасе), в период с 1978 по 1982 год в монастыре происходили большие восстановительно-строительные работы: перестроен обветшавшая церковь, снесены старые и выстроены новые братские келии. Здание Спасо-Преображенской церкви в 1982 году было освящено митрополитом Гликерием.
В 1984 году в монастыре произошёл сильный пожар, повредивший значительную часть построек, в связи с чем во время реконструкции обители она была значительно расширена, обустроена и перекрашена.
15/28 июня 1985 года в возрасте 94 лет скончался митрополит Гликерий. Его погребение состоялось в Преображенском храме. Во время эксгумации его останков 29 июня 1997 года, было обнаружено, что тело не тронуто тление и от него исходит благоухание. 15/28 июня 1999 года состоялась канонизация митрополита Гликерия с именем Святителя Гликерия Исповедника (Sf. Ierarh Glicherie Mărturisitorul) и установлением ежегодного дня памяти — 15/28 июня. Его святые мощи были положены в Преображенском храме в дубовой резной раке.
6 октября 2019 года состоялось великое освящение Свято-Духовского кафедрального собора, строительство которого продолжалось с начала 1990-х.

## Захоронения

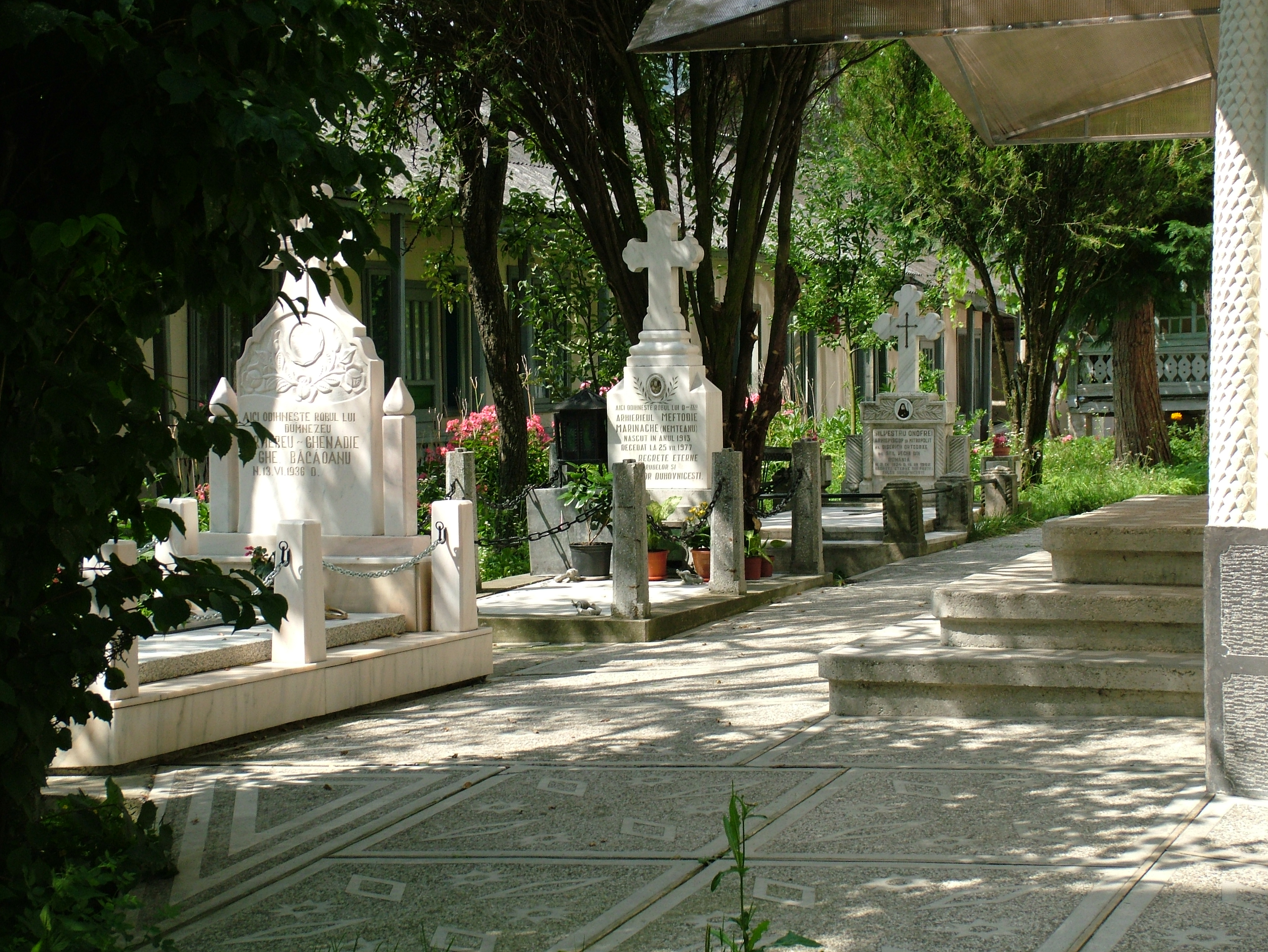
Архиерейский некрополь

На территории обители захоронены большинство скончавшихся архиереев Православной старостильной церкви Румынии, являвшихся в своё время постриженниками этого монастыря.
- Власий (Могырзан) (1941—2023)
- Галактион (Кордун) (1883—1959)
- Геннадий (Георге) (1936—2018)
- Мефодий (Маринаке) (1913—1977)
- Сильвестр (Онофреи) (1924—1992)